# Cephalotes multispinosus
Espèce
Synonymes
- Cryptocerus multispinosus Norton, 1868

Cephalotes multispinosus est une espèce de fourmis arboricoles du genre Cephalotes,.

## Systématique
L'espèce Cephalotes multispinosus a été initialement décrite en 1868 par l'entomologiste américain Edward Norton (d) (1823-1894) sous le protonyme de Cryptocerus multispinosus. 

## Distribution

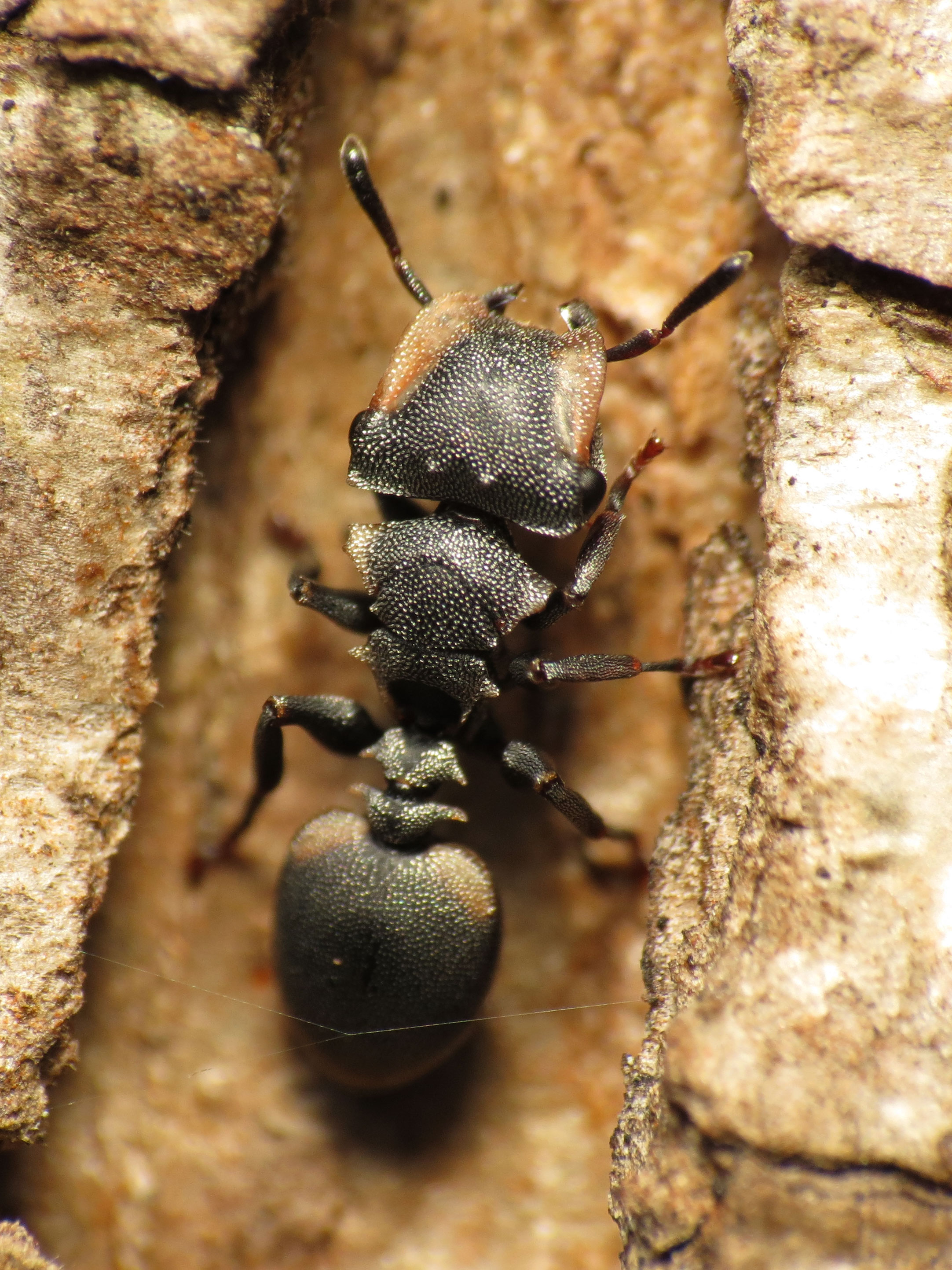
C. multispinosus, dans son milieu naturel, sur le site archéologique d'Uxmal, Yucatan, Mexique.

Cette espèce se rencontre dans la majeure partie de l'Amérique centrale, de l’État mexicain de Nayarit au Nord, jusqu'au Panama, au Sud.

## Description
Comme les autres espèces du genre Cephalotes, Cephalotes multispinosus se caractérise par l'existence de soldats spécialisés dotés d'une tête surdimensionnée et plate ainsi que des pattes plus plates et plus larges que ses cousines terrestres. Elle peut ainsi se déplacer d'un arbre à un autre dans une forêt.

## Publication originale
- (en) Edward Norton, « Notes on Mexican Ants », The American Naturalist, Chicago, University of Chicago Press, vol. 2, no 2,‎ avril 1868, p. 57-72 (ISSN 0003-0147 et 1537-5323, OCLC 45446849 et 1480477, JSTOR 2447384, lire en ligne).